# Равалпинди
Равалпинди (на урду: راولپنڈی) е град, намиращ се в близост до пакистанската столица Исламабад, провинция Пенджаб.

## География
Равалпинди е важен икономически и културен център на Пакистан. Възникнал в историческата провинция Пенджаб, на пътя между Афганистан и Кашмир, селището отдавна има важно търговско и военностратегическо значение. В него е разположен военният щаб на пакистанската армия. Индустрията е добре развита, като в града са базирани множество фабрики. В близост се намира международното летище на Исламабад. След построяването на новата столица (Исламабад), територията на Равалпинди практически се слива с тази на столичния град. Градът е отдалечен на 275 km северозападно от втория по големина град в страната Лахор.
Равалпинди е транспортен и търговскопромишлен център. Хранително-вкусовата, текстилната, обувната, химико-фармацевтичната, нефтопреработвателната, металообработвателната, машиностроителната и циментната промишленост са добре развити. Днес населението на Равалпинди е малко над 3 милиона души, като 70,5 % от него е грамотно.
Климатът е субтропичен с температури достигащи до 52 °C през лятото и -5 °C през зимата.

## История
До новата ера на територията на Равалпинди очевидно възникнал древният град Гаджипур. През Средновековието на негово място съществувал града Фатехпур-Баори, който бил превзет и разрушен от монголите през XIV век. Впоследствие той бил възстановен от племенния вожд - Хан Равал, който го кръщава на свое име. В 1849 г. Равалпинди е завзет от английските колонизатори, които разполагат там своя генерален щаб на английската колониална армия. След обявяването на независимостта на Пакистан през 1947 г. градът придобива голямо значение. Според конституцията на Пакистан, той е временна столица, докато се изгражда новият Исламабад.
Равалпинди има дълга и мрачна история на политически убийства. На 17 октомври 1951 г. в града е разстрелян първият премиер на страната Лиакат Али Хан. На 4 април 1979 г. е екзекутиран министър-председателят Зулфикар Али Бхуто, a няколко десетилетия по-късно неговата дъщеря Беназир Бхуто, която е опозиционен лидер и премиер-министър на Пакистан в периода 1988-1990, 1993-1996, е застреляна. Действащият президент на страната - Первез Мушараф успява да оцелее при два бомбени атентата срещу него през 2003 г.